# یواس‌اس آتلانتا (سی‌ال-۱۰۴)
یواس‌اس آتلانتا (سی‌ال-۱۰۴) (به انگلیسی: USS Atlanta (CL-104)) یک کشتی بود که طول آن ۶۱۰ فوت ۱ اینچ (۱۸۵٫۹۵ متر) بود. این کشتی در سال ۱۹۴۴ ساخته شد.